# Spring Byington
Pour les articles homonymes, voir Byington.
Spring Byington est une actrice américaine, née le 17 octobre 1886 à Colorado Springs, et morte d'un cancer le 7 septembre 1971 à Hollywood (États-Unis).

## Biographie
Elle apparut dans une trentaine de productions théâtrales et plus de 75 films durant sa carrière ; elle sera principalement connue pour avoir interprété le rôle de la belle-mère dans la série radiophonique, puis télévisée December Bride dans les années 1950.

## Filmographie

### Années 1930
- 1930 : Papa's Slay Ride : Mama
- 1933 : Les Quatre filles du docteur March (Little women) de George Cukor : Abigail March (Marmee)
- 1935 : Le Monstre de Londres (Werewolf of London) de Stuart Walker : Miss Ettie Coombes
- 1935 : Aimez-moi toujours (Love Me Forever) de Victor Schertzinger : Clara Fields
- 1935 : Orchids to You : Alice Draper
- 1935 : À travers l'orage (Way Down East) de Henry King : Mrs. Bartlett
- 1935 : Les Révoltés du Bounty (Mutiny on the Bounty) de Frank Lloyd : Mrs. Byam
- 1935 : Impétueuse Jeunesse (Ah, Wilderness!) : Essie Miller
- 1935 : Broadway Hostess : Mrs. Duncan-Griswald-Wembly-Smythe
- 1935 : The Great Impersonation d'Alan Crosland : Duchesse Caroline
- 1936 : The Voice of Bugle Ann de Richard Thorpe : Ma Davis
- 1936 : Every Saturday Night de James Tinling : Mrs. Evers
- 1936 : Educating Father de James Tinling : Mrs. John Jones
- 1936 : Palm Springs : Tante Letty
- 1936 : Back to Nature de James Tinling : Mrs. Jones
- 1936 : Stage Struck : Mrs. Randall
- 1936 : Jeunesse perdue (Dodsworth) de William Wyler : Matey Pearson
- 1936 : The Girl on the Front Page : Mrs. Langford
- 1936 : La Charge de la brigade légère (The Charge of the Light Brigade) de Michael Curtiz : Lady Octavia Warrenton
- 1936 : Théodora devient folle (Theodora goes wild) de Richard Boleslawski : Rebecca Perry
- 1937 : Off to the Races : Mrs. John Jones
- 1937 : Clarence : Mrs. Wheeler
- 1937 : La Lumière verte (Green Light) de Frank Borzage : Mrs. Dexter
- 1937 : Penrod and Sam : Mrs. Laura Schofield
- 1937 : Secrets de famille (A Family Affair) de George B. Seitz : Mrs. Emily Hardy
- 1937 : Big Business : Mrs. John Jones
- 1937 : Après (The Road Back) : La mère d'Ernst
- 1937 : Hotel Haywire : Mrs. Parkhouse
- 1937 : Hot Water : Mrs. John Jones
- 1937 : L'Aventure de minuit (It's love I am after) d'Archie Mayo : Tante Ella Paisley
- 1937 : Borrowing Trouble : Mrs. John Jones
- 1938 : Love on a Budget : Mrs. John Jones
- 1938 : Les Flibustiers (The Buccaneer) de Cecil B. DeMille : Dolly Madison
- 1938 : Penrod and His Twin Brother : Mrs. Schofield
- 1938 : Les Aventures de Tom Sawyer (The Adventures of Tom Sawyer) de Norman Taurog : La veuve Douglas
- 1938 : L'Insoumise (Jezebel) de William Wyler : Mrs. Kendrick
- 1938 : A Trip to Paris : Mrs. John Jones
- 1938 : Safety in Numbers : Mrs. John Jones
- 1938 : Vous ne l'emporterez pas avec vous (You Can't Take It with You) de Frank Capra : Penny Sycamore
- 1938 : Down on the Farm : Mrs. John Jones
- 1939 : Everybody's Baby : Mrs. John Jones
- 1939 : Et la parole fut (The Story of Alexander Graham Bell) de Irving Cummings : Mrs. Hubbard
- 1939 : The Jones Family in Hollywood : Mrs. John Jones
- 1939 : Chicken Wagon Family : Josephine Fippany
- 1939 : Quick Millions : Mrs. John Jones
- 1939 : Too Busy to Work (en) : Mrs. John Jones
- 1939 : A Child Is Born : Mrs. Mamie West

### Années 1940
- 1940 : Laddie de Jack Hively : Mrs. Stanton
- 1940 : L'Oiseau bleu (The Blue Bird) de Walter Lang : Mummy Tyl
- 1940 : Young as You Feel de Frank Borzage : Mrs. Jones
- 1940 : On Their Own (en) d'Otto Brower : Mrs. John Jones
- 1940 : My Love Came Back de Curtis Bernhardt : Mrs. Clara Malette
- 1940 : Double Chance (Lucky Partners) de Lewis Milestone : Tante Lucy
- 1941 : Arkansas Judge : Mary Shoemaker
- 1941 : Le Diable s'en mêle (The Devil and Miss Jones) de Sam Wood : Elizabeth Ellis
- 1941 : L'Homme de la rue (Meet John Doe) de Frank Capra : Mrs. Mitchell
- 1941 : Ellery Queen and the Perfect Crime : Carlotta Emerson
- 1941 : Duel de femmes (When Ladies meet) de Robert Z. Leonard : Bridget Drake (Bridgie)
- 1942 : Au temps des tulipes (The Vanishing Virginian) de Frank Borzage : Rosa Yancey
- 1942 : La Folle Histoire de Roxie Hart (Roxie Hart) de William A. Wellman : Mary Sunshine
- 1942 : Qui perd gagne (Rings on Her Fingers) de Rouben Mamoulian : Mrs. Maybelle Worthington
- 1942 : Les Amours de Marthe (The Affairs of Martha) de Jules Dassin : Sophia Sommerfield
- 1942 : The War Against Mrs. Hadley : Cecilia Talbot
- 1943 : Lily Mars vedette (Presenting Lily Mars) de Norman Taurog : Mrs. Flora Mars
- 1943 : Le ciel peut attendre (Heaven Can Wait) d'Ernst Lubitsch : Bertha Van Cleve
- 1944 : Le Corps céleste (The Heavenly Body) d'Alexander Hall et Vincente Minnelli : Nancy Potter
- 1944 : Reward Unlimited : La mère de Peggy
- 1944 : Étranges Vacances (I'll be seeing you) de William Dieterle : Mrs. Marshall
- 1945 : Le Cottage enchanté (The Enchanted Cottage) de John Cromwell : Violet Price
- 1945 : Sa dernière course (Salty O'Rourke) de Raoul Walsh : Mrs. Brooks
- 1945 : Frisson d'amour (Thrill of a Romance) de Richard Thorpe : Nona Glenn
- 1945 : Capitaine Eddie (Captain Eddie) : Mme Frost
- 1946 : Meet Me on Broadway de Leigh Jason : Sylvia Storm
- 1946 : Le Château du dragon (Dragonwyck) de Joseph L. Mankiewicz : Magda
- 1946 : Little Mister Jim : Mrs. Starwell
- 1946 : Une lettre pour Evie (A Letter for Evie) : Mme McPherson
- 1946 : Faithful in My Fashion : Miss Swanson
- 1947 : My Brother Talks to Horses de Fred Zinnemann : Mrs. Penrose
- 1947 : Living in a Big Way, de Gregory La Cava : Mrs. Minerva Alsop Morgan
- 1947 : Singapour (Singapore) de John Brahm : Mrs. Bellows
- 1947 : Cynthia, de Robert Z. Leonard : Carrie Jannings
- 1947 : L'Homme de mes rêves (It Had to Be You) de Don Hartman et Rudolph Maté : Mrs. Stafford
- 1948 : L'Indomptée (B .F.'s Daughter) de Robert Z. Leonard : Gladys Fulton
- 1949 : Amour poste restante (In the Good Old Summertime) de Robert Z. Leonard : Nellie Burke
- 1949 : Le Grand Départ (The Big Wheel) d'Edward Ludwig : Mary Coy

### Années 1950
- 1950 : Une rousse obstinée (The Reformer and the Redhead) de Melvin Frank et Norman Panama : La mère de Kathy (voix)
- 1950 : J'ai trois amours (Please Believe Me) : Mrs. Milwright
- 1950 : The Skipper Surprised His Wife d'Elliott Nugent : Agnes Thorndyke
- 1950 : Louise : Louisa Norton
- 1950 : La Porte du diable (Devil's Doorway) d'Anthony Mann : Mrs. Masters
- 1950 : L'étranger dans la cité (Walk Softly, Stranger) de Robert Stevenson : Mrs. Brentman
- 1951 : La Môme boule de gomme (The Lemon Drop Kid) : Une des "Vieilles poupées"
- 1951 : According to Mrs. Hoyle : Mrs. Hoyle
- 1951 : Bannerline : Mrs. Loomis
- 1951 : Angels in the Outfield de Clarence Brown : Sœur Edwitha
- 1952 : No Room for the Groom (en) de Douglas Sirk : Mama Kingshead
- 1952 : Tu es à moi (Because You're Mine) : Mrs. Montville
- 1954 : The Rocket Man : Justice Amelia Brown

### Années 1960
- 1960 : Ne mangez pas les marguerites (Please Don't Eat the Daisies) de Charles Walters : Suzie Robinson